# Municipio de Warren (condado de Franklin)
El municipio de Warren (en inglés: Warren Township) es un municipio ubicado en el condado de Franklin en el estado estadounidense de Pensilvania. En el año 2000 tenía una población de 334 habitantes y una densidad poblacional de 4.2 personas por km².

## Geografía
El municipio de Warren se encuentra ubicado en las coordenadas 39°48′29″N 77°57′25″O / 39.80806, -77.95694.

## Demografía
Según la Oficina del Censo en 2000 los ingresos medios por hogar en la localidad eran de $39,375 y los ingresos medios por familia eran de $52,917. Los hombres tenían unos ingresos medios de $36,250 frente a los $19,688 para las mujeres. La renta per cápita de la localidad era de $19,296. Alrededor del 2,1% de la población estaba por debajo del umbral de pobreza.